# 1997
1997 (MCMXCVII) je bilo navadno leto, ki se je po gregorijanskem koledarju začelo na sredo.

## Dogodki

### Januar – junij
- 6. januar – predvajana je bila prva oddaja Odmevi na TV Slovenija.
- 19. januar – Izrael v skladu z dogovorom med Netanjahujem in Arafatom prepusti Palestincem večinski nadzor nad Hebronom, zadnjim mestom pod izraelsko upravo na Zahodnem bregu.
- 23. januar – Madeleine Albright zapriseže kot prva ženska na položaju državnega sekretarja Združenih držav Amerike.
- 23. februar – na vesoljski postaji Mir izbruhne požar zaradi okvare generatorja kisika, ki napolni prostore s strupenim dimom.
- 22. marec – komet Hale-Bopp se ob svojem mimoletu najbolj približa Zemlji.
- 21. april – prilagojena raketa Pegasus ponese v vesolje kremirane ostanke 24 ljudi, prvi pokop v vesolju.
- 27. april – Američan Andrew Cunanan začne morilski pohod, ki se konča z umorom italijanskega modnega oblikovalca Giannija Versaceja 15. julija.
- 29. april – v veljavo stopi leta 1993 podpisana Konvencija o kemičnem orožju, ki prepoveduje razvoj, izdelavo, uporabo in delanje zalog kemičnega orožja.
- 2. maj – britanski laburisti po 18 letih ponovno pridejo na oblast v Združenem kraljestvu, predsednik vlade postane Tony Blair.
- 10. maj – v potresu z močjo 7,3 po momentni lestvici, ki prizadene provinco Korasan na severu Irana, umre več kot 1500 ljudi.
- 11. maj – IBM-ov superračunalnik Deep Blue premaga šahovskega prvaka Garija Kasparova v ponovljenem dvoboju.
- 14. maj – pet velikih letalskih prevoznikov se združi v Star Alliance, največje tovrstno združenje na svetu.
- 16. maj – v revoluciji je strmoglavljen zairski diktator Mobutu Sese Seko.
- 19. junij – vojaški poveljnik Rdečih Kmerov Ta Mok aretira vodjo Pol Pota, ki se je javnosti skrival od leta 1980.
- 25. junij – 
  - brezpilotno plovilo Progress se zaleti v modul Spektr vesoljske postaje Mir in ga poškoduje.
  - zaradi izbruha ognjenika Soufrière Hills oblasti evakuirajo in kasneje popolnoma zapustijo Plymouth, prestolnico otoka Montserrat.
- 30. junij – pri založbi Bloomsbury Publishing izide prvi del serije Harry Potter pisateljice J. K. Rowling.

### Julij – december
- 1. julij – Ljudska republika Kitajska prevzame suverenost nad Hong Kongom od Združenega kraljestva.
- 4. julij – Nasina sonda Pathfinder pristane na Marsu.
- 13. julij – posmrtne ostanke usmrčenega Cheja Guevare prepeljejo iz Bolivije na Kubo za pokop.
- 17. julij – po 117 letih poslovanja je ukinjena družba F. W. Woolworth Company.
- 1. avgust – združita se družbi Boeing in McDonnell Douglas.
- 31. avgust – v prometni nesreči malo po polnoči v Parizu umreta valižanska princesa Diana Spencer in njen spremljevalec Dodi Fayed.
- 6. september – pogreb princese Diane v Westminstrski opatiji v Londonu, televizijski prenos spremljata 2 milijardi ljudi.
- 7. september – prvi preskusni polet lovskega letala 5. generacije Lockheed Martin F-22 Raptor.
- 11. september – prebivalci Škotske na referendumu podprejo ponovno ustanovitev parlamenta, ki bo prvič po 290 letih zveze z Anglijo prevzel del pristojnosti.
- 18. september – prebivalci Walesa na referendumu podprejo večjo suverenost znotraj Združenega kraljestva in ustanovitev Državnega zbora za Wales.
- 15. oktober – 
  - britanski pilot Andy Green v vozilu ThrustSSC podre kopenski hitrostni rekord in postane prvi človek, ki je s kopenskim vozilom prebil zvočni zid.
  - sonda Cassini-Huygens je izstreljena proti Saturnu.
- 19. november – Američanka Bobbi McCaughey v Des Moinesu rodi sedmerčke.
- 3. december – predstavniki 121 držav podpišejo t. i. Ottawsko pogodbo, konvencijo o prepovedi protipehotnih min; med podpisniki ni Kitajske, Rusije in ZDA.
- 10. december – Kazahstan preseli prestolnico iz Almatija v mesto Astana.
- 11. december – Okvirna konvencija Združenih narodov o podnebnih spremembah na srečanju v Kjotu sprejme Kjotski protokol.
- 19. december – v ameriških kinematografih pričnejo predvajati Cameronov film Titanik, ki postane finančno najuspešnejši film vseh časov.
- 29. december – oblasti v Hong Kongu ukažejo poboj vseh kokoši v državi da bi ustavili širjenje nevarnega seva virusa ptičje gripe.
- 30. december – v enem najbolj krvavih napadov islamistov med alžirsko državljansko vojno je ubitih več sto ljudi v štirih vaseh na severu Alžirije.

## Rojstva
- 18. februar – Tilka Paljk, slovensko-zambijska plavalka
- 10. april – Vlatko Čančar, slovenski košarkar
- 15. oktober – Andreja Slokar, slovenska smučarka

## Smrti
- 8. januar – Melvin Calvin, ameriški kemik, nobelovec (* 1911)
- 10. januar – Alexander Robertus Todd, škotski biokemik, nobelovec (* 1907)
- 12. januar – Charles Brenton Huggins, kanadsko-ameriški zdravnik, nobelovec (* 1901)
- 17. januar – Clyde William Tombaugh, ameriški astronom (* 1906)
- 19. februar – Deng Xiaoping, kitajski politik (* 1904)
- 4. marec – Robert Henry Dicke, ameriški fizik, astrofizik, kozmolog (* 1916)
- 7. marec – Edward Mills Purcell, ameriški fizik, nobelovec (* 1912)
- 9. marec – Notorious B.I.G., ameriški raper (* 1972)
- 16. marec – Berta Bojetu, slovenska pisateljica in igralka (* 1946)
- 25. marec – Luong Kim Dinh, vietnamski katoliški misijonar, učenjak in zgodovinar filozofije (* 1914)
- 5. april – Allen Ginsberg, ameriški pesnik (* 1926)
- 11. april – Rajko Kojić, srbski glasbenik in kitarist (* 1956)
- 12. april – George Wald, ameriški biokemik, nobelovec (* 1906)
- 17. april – Chaim Herzog, izraelski politik (* 1918)
- 2. maj – John Carew Eccles, avstralski nevrofiziolog, nobelovec (* 1903)
- 5. maj – Lojze Rozman, slovenski gledališki, filmski, TV igralec (* 1930)
- 22. maj – Alfred Hershey, ameriški mikrobiolog in genetik, nobelovec (* 1908)
- 29. maj – Jeff Buckley, ameriški pevec (* 1966)
- 25. junij – Jacques-Yves Cousteau, francoski raziskovalec, oceanograf, izumitelj in režiser (* 1910)
- 26. junij – Israel Kamakawiwoʻole, havajski glasbenik (* 1956)
- 2. julij – James Stewart, ameriški igralec (* 1908)
- 15. julij – Gianni Versace, italijanski modni oblikovalec (* 1946)
- 28. julij – Eugene Merle Shoemaker, ameriški astronom in geolog (* 1928)
- 30. julij – Bao Dai, vietnamski cesar (* 1913)
- 4. avgust – Jeanne Calment, francoska superstoletnica (* 1875)
- 23. avgust – John Kendrew, angleški biokemik in kristalograf, nobelovec (* 1917)
- 31. avgust – Diana Spencer, britanska princesa (* 1961)
- 2. september – Viktor Frankl, avstrijski nevrolog in psihiater (* 1905)
- 5. september – Agnes Gonxhe Bojaxhiu – mati Tereza, albansko-indijska redovnica, nobelovka (* 1910)
- 7. september – Mobutu Sese Seko, kongovski diktator (* 1930)
- 16. september – Narcis Mršić, slovenski biolog (* 1951)
- 29. september – Roy Lichtenstein, ameriški slikar (* 1923)
- 29. oktober – Anton LaVey, ameriški okultist, pisatelj, glasbenik in igralec (* 1930)
- 5. november – Isaiah Berlin, latvijsko-britanski filozof (* 1909)
- 9. november – Carl Gustav Hempel, nemški filozof in logik (* 1905)
- 18. december – Chris Farley, ameriški filmski igralec, komik (* 1964)
- 24. december – Toširo Mifune, japonski filmski igralec (* 1920)

## Nobelove nagrade
- Fizika – Steven Chu, Claude Cohen-Tannoudji, William D. Phillips
- Kemija – Paul D. Boyer, John E. Walker, Jens C. Skou
- Fiziologija ali medicina – Stanley B. Prusiner
- Književnost – Dario Fo
- Mir – Mednarodna kampanja za prepoved kopenskih min in Jody Williams
- Ekonomija – Robert C. Merton, Myron Scholes